# NGC 5365
NGC 5365 é uma galáxia lenticular (SB0) localizada na direcção da constelação de Centaurus. Possui uma declinação de -43° 55' 55" e uma ascensão recta de 13 horas, 57 minutos e 50,5 segundos.
A galáxia NGC 5365 foi descoberta em 15 de Março de 1836 por John Herschel.